# بيل براينت (لاعب دوري الرغبي)
بيل براينت (بالإنجليزية: Bill Bryant)‏ هو لاعب دوري الرغبي بريطاني، ولد في 22 ديسمبر 1940، وتوفي في 9 يونيو 2019.